# Herpetoreas sieboldii
Herpetoreas sieboldii — вид змій родини полозових (Colubridae). Мешкає в Північно-Східній Індії. Вид названий на честь німецького зоолога Карла Теодора Ернста фон Зібольда.

## Поширення і екологія
Herpetoreas sieboldii мешкають в штатах Аруначал-Прадеш і Сіккім на північному сході Індії. Вони живуть в гірських помірних лісах, на висоті до 2800 м над рівнем моря.